# バチバチエレキテる
『バチバチエレキテる』は、2013年4月17日から9月18日までフジテレビ系列で放送されたバラエティ番組。

## 概要
- 濱口曰く「明日のナイナイを目指す番組」。前番組にあたる『ロケットライブ』にて選抜された若手芸人がロケやコントなどの企画を行って互いにバチバチと刺激し合うというコンセプトである。若手芸人らのレギュラーはあくまでも暫定的となっており、2ヶ月に一度後述の「バチバチメンバー総選挙」が行われその都度最下位だったメンバーを別の若手芸人に交代させる方式になっている[1]。

- 2013年8月25日に生配信された「24時間ゼロテレビ」（ゼロテレビ）の番組終盤で、9月いっぱいで番組が終了する旨がMCの濱口から発表された。2013年12月11日からはゼロテレビ内の生配信番組として復活し、タイトルも『バチバチエレキテるZer0』になるなど一部がゼロテレビ仕様に変更された。

## 出演者

### MC
- 濱口優（よゐこ）[1]
- 白石麻衣（乃木坂46）[1]

### 地上波放送終了時のバチバチメンバー
- うしろシティ（金子学・阿諏訪泰義） - 現在は解散。
- プリマ旦那 ※現：令和喜多みな実（野村尚平・河野良祐） - 現在は解散。
- デニス（松下宣夫・植野行雄）
- ラブレターズ （塚本直毅・溜口佑太朗）
- ニューヨーク （嶋佐和也・屋敷裕政）
- ベイビーギャング（りんたろー・北見寛明） - 2013年7月3日から加入。現在は解散。
- シリフリ （原リベロ・松丸ホルモン） - 2013年7月3日から加入。コンビ解散に伴い「Zer0」第5回放送は出演なし。

### 過去のバチバチメンバー
- カーニバル（山口ゆきえ・武内茜） - 2013年6月26日まで。

## 放送内容
以下、放送日の日付はすべて2013年のものである。
| 放送リスト | 放送リスト       | 放送リスト                                           | 放送リスト                                           | 放送リスト                                                               | 放送リスト |
| 回         | 放送日（2013年） | コーナー                                             | タイトル                                             | 出演メンバー                                                             | 備考       |
| ---------- | ---------------- | ---------------------------------------------------- | ---------------------------------------------------- | ------------------------------------------------------------------------ | ---------- |
| 1          | 4月17日          | バチバチVTR                                          | 花より団子より芸人！クギヅケバトル                   | うしろシティ・ニューヨーク・プリマ旦那                                   |            |
| 1          | 4月17日          | コント                                               | タトゥアーティスト ユキオ・ハーディー                | 植野・嶋佐                                                               |            |
| 2          | 4月24日          | バチバチVTR                                          | 街中で二度見されろ！ニドミール                       | カーニバル・デニス・ニューヨーク・ラブレターズ                           |            |
| 2          | 4月24日          | コント                                               | バチバチ星人                                         | 嶋佐                                                                     |            |
| 2          | 4月24日          | コント                                               | ひこ先輩とくまもっちゃん                             | 金子・野村                                                               |            |
| 3          | 5月1日           | バチバチVTR                                          | オシャレに笑わせろ！ラテアート大喜利                 | ニューヨーク・プリマ旦那・ラブレターズ・竹原慎二                         |            |
| 3          | 5月1日           | いいLINE                                             |                                                      | 白石・山口・溜口                                                         |            |
| 3          | 5月1日           | コント                                               | ニャンウィズアミッション                             | 嶋佐・植野・屋敷・阿諏訪・塚本・溜口・松下                               |            |
| 3          | 5月1日           | コント                                               | カレーに懸けた男                                     | デニス                                                                   |            |
| 3          | 5月1日           | 腹筋対決！                                           |                                                      | 溜口・河野                                                               |            |
| 4          | 5月8日           | バチバチVTR                                          | カワイイ言葉しりとり                                 | うしろシティ・デニス・プリマ旦那・PIRIKA                                 |            |
| 4          | 5月8日           | コント                                               | きょうの剛力                                         | 山口・塚本                                                               |            |
| 4          | 5月8日           | コント                                               | バチバチ星人                                         | 嶋佐                                                                     |            |
| 4          | 5月8日           | コント                                               | ジョ女の奇妙なOL                                     | 野村                                                                     |            |
| 4          | 5月8日           | コント                                               | アイアンマン                                         | 植野                                                                     |            |
| 4          | 5月8日           | いいLINE                                             |                                                      | 白石・塚本                                                               |            |
| 4          | 5月8日           | 腕相撲対決！                                         |                                                      | 植野・野村                                                               |            |
| 5          | 5月15日          | バチバチVTR                                          | ボウリング場で100個ボケよう！！                      |                                                                          |            |
| 5          | 5月15日          | 腕立て伏せ対決！                                     |                                                      |                                                                          |            |
| 5          | 5月15日          | コント                                               | 低予算ヒーロー エレキライザー                        | 阿諏訪                                                                   |            |
| 5          | 5月15日          | コント                                               | ガリエロ 「幽霊る」                                  | 野村・屋敷・白石                                                         |            |
| 5          | 5月15日          | いいLINE                                             |                                                      | 白石・阿諏訪                                                             |            |
| 6          | 5月22日          | バチバチVTR                                          | 8秒間で印象を残せ！握手会DEインパクト                | 鈴木愛理(℃-ute)・うしろシティ・カーニバル・ラブレターズ                  |            |
| 6          | 5月22日          | コント                                               | きょうの剛力                                         | 山口・塚本                                                               |            |
| 6          | 5月22日          | コント                                               | ニャンウィズアミッション                             | 嶋佐・植野・屋敷・阿諏訪・塚本・溜口・松下                               |            |
| 7          | 5月29日          | バチバチVTR                                          | BB弾 拾い集めまSHOW！                                | うしろシティ・ニューヨーク                                               |            |
| 7          | 5月29日          | コント                                               | ひこ先輩とくまもっちゃん                             | 金子・野村・塚本・松下                                                   |            |
| 7          | 5月29日          | コント                                               | 決戦直前インタビュー                                 | 野村・植野                                                               |            |
| 8          | 6月5日           | バチバチVTR                                          | 芸人生命の危機！プリマ旦那 河野のある問題！          | プリマ旦那・うしろシティ・ニューヨーク・カーニバル・デニス・ラブレターズ |            |
| 8          | 6月5日           | いいLINE                                             |                                                      | 白石・山口                                                               |            |
| 8          | 6月5日           | コント                                               | 30歳の高校生                                         | 阿諏訪・河野                                                             |            |
| 9          | 6月12日          | バチバチVTR                                          | カーニバルゆきえの「アイドルひねり潰す！！」         | カーニバル・プリマ旦那・デニス・溜口・アイドリング！！！                 |            |
| 9          | 6月12日          | コント                                               | DIB48 選抜総選挙                                     | 白石・山口・武内                                                         |            |
| 9          | 6月12日          | コント                                               | クイズ王の最期                                       | 溜口                                                                     |            |
| 10         | 6月19日          | コント                                               | ともだちだから                                       | 阿諏訪・山口・武内                                                       |            |
| 10         | 6月19日          | コント                                               | 時をパシる少年                                       | 溜口・金子                                                               |            |
| 10         | 6月19日          | 誰かのためにお別れパーティー                         | 誰かのためにお別れパーティー                         | 全員                                                                     |            |
| 11         | 6月26日          | 生放送でガチガチ入レ替エテるSP                       | 生放送でガチガチ入レ替エテるSP                       | 全員                                                                     |            |
| 12         | 7月3日           | バチバチVTR                                          | ベイビーギャングのお泊りナンパ！(1)                  | ベイビーギャング                                                         |            |
| 12         | 7月3日           | コント                                               | 臆病な2人 チンアナゴとニシキアナゴ                   | 河野・金子                                                               |            |
| 13         | 7月10日          | 岡村さんに会えちゃった！緊急特別編                   | 岡村さんに会えちゃった！緊急特別編                   | 全員・岡村隆史（ナインティナイン）                                       |            |
| 13         | 7月10日          | コント                                               | ニャンウィズアミッション                             | 嶋佐・植野・屋敷・阿諏訪・塚本・溜口・松下                               |            |
| 13         | 7月10日          | コント                                               | ベイビーギャング北見 緊急記者会見                    | 北見                                                                     |            |
| 13         | 7月10日          | コント                                               | 臆病な2人 チンアナゴとニシキアナゴ                   | 河野・金子                                                               |            |
| 14         | 7月17日          | バチバチVTR                                          | ベイビーギャングのお泊りナンパ！(2)                  | ベイビーギャング                                                         |            |
| 14         | 7月17日          | バチバチVTR                                          | シリフリ松丸のロケハングルメ映像                     | シリフリ                                                                 |            |
| 14         | 7月17日          | コント                                               | 臆病な2人 チンアナゴとニシキアナゴ                   | 河野・金子                                                               |            |
| 15         | 7月24日          | デニス 行雄ちゃん誕生日記念 勢いある誕生日パーティー | デニス 行雄ちゃん誕生日記念 勢いある誕生日パーティー | 全員                                                                     |            |
| 15         | 7月24日          | コント                                               | ニャンウィズアミッション                             | 嶋佐・植野・屋敷・阿諏訪・塚本・溜口・松下                               |            |
| 15         | 7月24日          | コント                                               | 名奉行北さん                                         | 北見                                                                     |            |
| 16         | 7月31日          | バチバチVTR                                          | ベイビーギャングのお泊りナンパ！(3)                  | ベイビーギャング                                                         |            |
| 16         | 7月31日          | コント                                               | 1945 時をパシる少年                                  | 溜口・金子                                                               |            |
| 17         | 8月7日           | お台場合衆国でバリバリ勢い出テるLIVE                 | お台場合衆国でバリバリ勢い出テるLIVE                 | 全員                                                                     |            |
| 17         | 8月7日           | バチバチVTR                                          | ベイビーギャングのお泊りナンパ！(4)                  | ベイビーギャング                                                         |            |
| 18         | 8月14日          | コント                                               | それがROCKだ                                         | 河野                                                                     |            |
| 18         | 8月14日          | バチバチVTR                                          | ベイビーギャングのお泊りナンパ！(5)                  | ベイビーギャング                                                         |            |
| 19         | 8月21日          | メンバー同士がバチバチ暴露トーク！                   | メンバー同士がバチバチ暴露トーク！                   | 全員                                                                     |            |
| 19         | 8月21日          | コント                                               | THE WORKING DEAD 働くゾンビ                          | 嶋佐・河野・白石                                                         |            |
| 19         | 8月21日          | ナイナイ岡村からビデオレター                         | ナイナイ岡村からビデオレター                         | カーニバル                                                               |            |
| 20         | 8月28日          | コント                                               | ひこ先輩とくまもっちゃん                             | 河野・金子                                                               |            |
| 20         | 8月28日          | バチバチVTR                                          | 検証企画 ぽちゃカワ女子はモテるのか！？              | シリフリ・プリマ旦那・佐々木もよこ                                       |            |
| 21         | 9月4日           | コント                                               | セカンドライフ                                       | 野村・屋敷                                                               |            |
| 21         | 9月4日           | カーニバルが番組復帰をかけ24時間マラソンに挑戦！     | カーニバルが番組復帰をかけ24時間マラソンに挑戦！     | 全員・カーニバル                                                         |            |
| 22         | 9月11日          | コント                                               | ニャンウィズアミッション                             | 嶋佐・植野・屋敷・阿諏訪・塚本・溜口・松下                               |            |
| 22         | 9月11日          | コント                                               | リメイク                                             | 野村・松丸・河野・阿諏訪・屋敷・北見                                     |            |
| 22         | 9月11日          | バチバチVTR                                          | 料理している阿諏訪を面白くしよう！！                 | うしろシティ・プリマ旦那                                                 |            |
| 23         | 9月23日          | コント                                               | なぬっ！？                                           | 松丸・原・白石                                                           |            |
| 23         | 9月23日          | コント                                               | 時をパシる少年                                       | 溜口・金子・北見                                                         |            |
| 23         | 9月23日          | ついに今夜で最終回！メンバーがやり残した事を大発表！ |                                                      |                                                                          |            |

### コント
シリーズ化された作品のみ記述。それ以外のコントについては放送リストを参照。
- バチバチ星人
  - ギャツビーのCMのパロディ。ニューヨークが番組のグレーなことを言うコント。
- ひこ先輩とくまもっちゃん 
  - ゆるキャラのコント。ひこ先輩（金子）は人気が落ち目でくまもっちゃん（野村）にバカにされる。
- ニャンウィズアミッション
  - バンド「MAN WITH A MISSION」に影響を受け猫の被り物を着用した漫才師ニャンウィズアミッション（嶋佐・植野）がお笑いオーディションを受けるが、面接官（屋敷・阿諏訪・塚本）から被り物でネタ中の表情が分かりにくい、メンバーの一人で日本とブラジルのハーフの鈴木太郎（植野）の容姿を生かせていないなどと酷評を受ける。オチでは、ニャンウイズアミッションが尊敬している先輩芸人のおっぺけぺー→ニコチンタール（溜口・松下）がオーディションを受け、ニャンウィズアミッションの迷走を見た面接官に「お前らのせいだ」と罵倒される。
- ジョ女の奇妙なOL
  - 失敗続きで、驚くとジョジョ立ちしてしまうOL、空条ノム子（野村）の物語。「バアアアアン」や「ゴゴゴゴゴゴゴ」などの効果音の文字がコント中に入る。
- きょうの剛力
  - 剛力彩芽に扮したカーニバル山口が楽屋でスタッフに注文を付ける。カーニバルが番組を降板したため終了。
- 時をパシる少年 THE BULLYING BOY WHO LEAPT THROUGH TIME
  - 現代のいじめのある学校や1945年の第二次世界大戦中の日本などさまざまなシチュエーションにいる少年（溜口）の前に、100年後（2113年）からキャネコ（金子）が現れる。キャネコは未来の世界でいじめられており、不良にタイムマシンで昔の様々な物を取りに行くように言われている。
- 臆病な2人 チンアナゴとニシキアナゴ
  - 夜の水族館でニシキアナゴ（河野）の話す怪談の細かいところをチンアナゴ（金子）が口出しする。

### コーナー
- バチバチVTR
  - メンバーの中からの数組によるロケ企画。濱口と白石はロケには同行せず、メンバー代表者が司会進行を行う。全員でVTRを鑑賞した上で終了後は濱口が講評し、入れ替え候補に一歩近づいたと感じたメンバーが発表される「入れ替えジャッジタイム」を実施

- いいLINE
  - LINEのパロディで、LINEスタンプのムーンに扮したメンバー1名が白石のコメントに対する返事のコメントを言う。
- ○○対決
  - メンバーのうちの2人が、腹筋や腕相撲で対決し、勝者はタイトルコールをすることができる。

### バチバチメンバー総選挙
- 2か月に一度実施される予定であったが、番組自体半年で終了したため1度きりの開催となった。
- 6月26日の｢生放送でガチガチ入れ替エテるSP｣で行われ[2]、｢入れ替えジャッジタイム｣の結果とホームページで行われた視聴者投票の票数でベースポイントを提示し、企画（入れ替えが決定したと仮定したお別れのスピーチ、相撲対決）によるポイントを合算。最もポイントが低かったカーニバルが入れ替えとなり、この回限りで降板した。なお、救済措置として途中で成功できたら入れ替えの企画を中止にできる｢バチバチ暗転長縄跳び｣も行われたが失敗に終わった。

## ネット局と放送時間
| 放送対象地域   | 放送局             | 系列           | 放送日時                         | 放送期間                | 遅れ       |
| -------------- | ------------------ | -------------- | -------------------------------- | ----------------------- | ---------- |
| 関東広域圏     | フジテレビ         | フジテレビ系列 | 水曜日 0:45 - 1:10（火曜日深夜） | 2013年4月16日 - 9月17日 | 制作局     |
| 宮城県         | 仙台放送           | フジテレビ系列 | 水曜日 0:45 - 1:10（火曜日深夜） | 2013年4月16日 - 9月17日 | 同時ネット |
| 長野県         | 長野放送           | フジテレビ系列 | 水曜日 0:45 - 1:10（火曜日深夜） | 2013年4月16日 - 9月17日 | 同時ネット |
| 岡山県・香川県 | 岡山放送           | フジテレビ系列 | 水曜日 0:45 - 1:10（火曜日深夜） | 2013年4月16日 - 9月17日 | 同時ネット |
| 広島県         | テレビ新広島       | フジテレビ系列 | 水曜日 0:35 - 1:00（火曜日深夜） | 2013年4月23日 - 9月24日 | 7日遅れ    |
| 福島県         | 福島テレビ         | フジテレビ系列 | 水曜日 0:40 - 1:05（火曜日深夜） | 2013年4月23日 - 9月24日 | 7日遅れ    |
| 新潟県         | 新潟総合テレビ     | フジテレビ系列 | 水曜日 0:40 - 1:05（火曜日深夜） | 2013年4月23日 - 9月24日 | 7日遅れ    |
| 近畿広域圏     | 関西テレビ         | フジテレビ系列 | 水曜日 1:30 - 1:58（火曜日深夜） | 2013年4月23日 - 9月24日 | 7日遅れ    |
| 福岡県         | テレビ西日本       | フジテレビ系列 | 水曜日 1:30 - 1:55（火曜日深夜） | 2013年4月23日 - 9月24日 | 7日遅れ    |
| 北海道         | 北海道文化放送     | フジテレビ系列 | 水曜日 0:40 - 1:05（火曜日深夜） | 2013年4月24日 - 9月25日 | 8日遅れ    |
| 高知県         | 高知さんさんテレビ | フジテレビ系列 | 水曜日 0:45 - 1:10（火曜日深夜） | 2013年4月24日 - 9月25日 | 8日遅れ    |
| 富山県         | 富山テレビ         | フジテレビ系列 | 土曜日 1:35 - 2:00（金曜日深夜） | 2013年4月26日 - 9月27日 | 10日遅れ   |
| 島根県・鳥取県 | 山陰中央テレビ     | フジテレビ系列 | 日曜日 1:30 - 1:55（土曜日深夜） | 2013年4月27日 - 9月28日 | 11日遅れ   |
| 秋田県         | 秋田テレビ         | フジテレビ系列 | 火曜日 0:35 - 1:05（月曜日深夜） | 2013年4月29日 - 10月7日 | 13日遅れ   |
| 福井県         | 福井テレビ         | フジテレビ系列 | 火曜日 0:45 - 1:10（月曜日深夜） | 2013年4月29日 - 9月30日 | 13日遅れ   |
| 長崎県         | テレビ長崎         | フジテレビ系列 | 火曜日 1:45 - 2:10（月曜日深夜） | 2013年4月29日 - 9月30日 | 13日遅れ   |
| 静岡県         | テレビ静岡         | フジテレビ系列 | 水曜日 0:35 - 1:00（火曜日深夜） | 2013年4月30日 - 10月1日 | 14日遅れ   |
| 山形県         | さくらんぼテレビ   | フジテレビ系列 | 水曜日 0:35 - 1:00（火曜日深夜） | 2013年4月30日 - 10月8日 | 14日遅れ   |
| 佐賀県         | サガテレビ         | フジテレビ系列 | 水曜日 0:35 - 1:00（火曜日深夜） | 2013年4月30日 - 10月8日 | 14日遅れ   |
| 岩手県         | 岩手めんこいテレビ | フジテレビ系列 | 金曜日 0:40 - 1:05（木曜日深夜） | 2013年5月2日 - 10月3日  | 16日遅れ   |
| 沖縄県         | 沖縄テレビ         | フジテレビ系列 | 水曜日 1:43 - 2:13（火曜日深夜） | 2013年5月8日 - 9月25日  | 22日遅れ   |
| 熊本県         | テレビくまもと     | フジテレビ系列 | 金曜日 0:35 - 1:05（木曜日深夜） | 2013年5月9日 - 10月10日 | 23日遅れ   |
| 中京広域圏     | 東海テレビ         | フジテレビ系列 | 金曜日 1:35 - 2:05（木曜日深夜） | 2013年6月20日 - 12月5日 | 65日遅れ   |

## スタッフ
- ナレーション：桐井大介
- 構成：渡辺真也、藤谷弥生、向田邦彦、はせがわ仏具店、狩野孝彦、オークラ
- TD・SW：坂本淳一
- CAM：横山大輔
- VE：澤田将人
- AUD：元山拓巳
- 照明：後藤雅彦、三宅由姫
- 美術プロデューサー：桐山三千代→古江学
- 美術デザイン：寺本夏美
- ロゴデザイン：武田紗代子
- 美術進行：西嶋友里
- 大道具：丸野彰久
- 装飾：岡田寿也
- アクリル装飾：堀内重彰
- 電飾：富谷聡
- 特殊装置・電飾：後藤佑介
- CGデザイン：鈴木鉄平
- 衣裳：古川富美子
- 衣裳デザイン：荒尾美穂子
- 持ち道具：西岡希実
- メイク：大高里絵
- 編集：田中友裕、青木秀幸、違俊一、山崎洋（IMAGICA）
- MA：民幸之介、鈴木久美子、伊藤一馬（IMAGICA）
- 音響効果：石川良則（SPOT）
- VWS：小池潤
- 技術協力：八峯テレビ→fmt
- 制作協力：MTG
- 広報：為永佐知男
- デスク：市川亜希
- TK：楮本眞澄
- ディレクター：相澤雄、亀山剛志、永野博子、安部聖之、北山拓
- 制作プロデューサー：向井美科
- プロデューサー：飯村徹郎、緒方昌孝
- チーフプロデューサー：明松功
- 演出：日置祐貴
- 制作：フジテレビバラエティ制作センター
- 制作著作：フジテレビ

## バチバチエレキテるZer0
「バチバチエレキテるZer0」は、バチバチエレキテるの地上波復活を目指しゼロテレビで不定期に配信されているインターネット番組である。詳細はゼロテレビ#バチバチエレキテるZer0を参照。

### 放送日程
- 第1回 2013年12月11日
- 第2回 2014年4月9日
- 第3回 2014年6月25日
- 第4回 2014年11月12日
- 第5回 2015年4月8日